# Burnout Dominator
Burnout Dominator es la sexta entrega de la serie Burnout, publicado el 6 de marzo de 2007, para la consola PlayStation 2 y la PlayStation Portable. El juego mantiene la jugabilidad núcleo de la serie, los jugadores corren a una velocidades superiores a través de docenas de eventos del Tour Mundial de pruebas hábiles temerarias basadas en técnicas de conducción. Las versiones para cada plataforma no interactúan entre sí. 
Junto con Burnout Legends, son los únicos juegos que no fueron desarrollados por Criterion Games, y BD también es el único desde Burnout 2: Point of Impact que no tiene Crash Mode. En el momento en que Burnout Dominator estaba siendo desarrollado, Criterion Games estaba ocupado trabajando en Burnout Paradise, y estaba esperando para volver a introducir el Modo Crash en una nueva forma para este último título.

## Modos de Juego
El modo principal o "Modo Historia" es de un solo jugador; World Tour se divide en 7 series diferentes, basados en las distintas clases de coches que están en el juego. Las series son: Classic, Factory, Tuned, Hot Rod, Super, Race Special y Dominator. La línea de vehículos es nueva y con algunos coches de los Burnout anteriores, (como lo son Custom Coupe Ultimate, Euro Circuit Racer y Works M-Type). Entre los nuevos retos de Burnout Dominator se incluyen:
- Carrera: Gana el primero que llegue a la línea de meta
- Road Rage: Furia al volante en español, aquí hay que tratar de hacer todos los Takedown posibles antes de que se acabe el tiempo.
- Eliminador: Similar al modo Carrera pero aquí el que va en último lugar después de 30 segundos queda eliminado.
- Burning Lap: En español Vuelta al Rojo, es una carrera de tiempo, si logras pasarlo en lo menos posible ganas el Oro.
- Maniac Mode: (Similar al modo Checking Traffic de Burnout Revenge). Reto consistente en conseguir la mayor cantidad de puntos por conducción arriesgada (correr en sentido contrario, derrapes, roces con otros automóviles, saltos en desniveles, etc.)
- Drift Challenge: Reto del Derrape en español, se trata de derrapar lo más posible en cada una de las curvas.
- Near Miss Challenge: Parecido al Drift Challenge pero aquí hay que esquivar al tráfico.
- Burnout Challenge: Reto Burnout, se concentra en encadenar la cantidad de Burnout's requerida para ganar el desafío. Esto se consigue gastando todo el turbo a medida que se conduce arriesgadamente hasta obtener otra barra llena de turbo y así sucesivamente.

El otro modo de jugador único en Burnout Dominator es conocido como "Record Breaker", y este modo permite establecer puntuaciones más altas de la Carrera, Road Rage, Time Attack y Maniac Mode, sin limitarse a eventos específicos, lugar, serie de combinaciones que existen en el modo World Tour. Coexistiendo con el modo de Record Braker, la versión de PlayStation Portable del juego permite subir de puntuaciones altas a través de la opción de Burnout HQ, que puede ser visto en la sección EA Nation de la web de Burnout.

### Pistas de Burnout Dominator
| Ubicación     | Nombre de la pista             | Recorrido                           |
| Europa        | Tuscany                        | Tuscan Hills Tuscan View            |
| Europa        | Autobahn                       | Autobahn Autobahn Loop              |
| Asia          | Bushido Mountain               | Bushido Peak Bushido Valley         |
| Asia          | Spiritual City                 | Spiritual Gate Spiritual Towers     |
| EUA           | Ocean Drive                    | Ocean Drive                         |
| EUA           | Steel Town                     | Steel Town Works                    |
| EUA           | Glacier Falls                  | Glacier Falls                       |
| EUA           | Black Gold                     | Autopista Black Gold                |
| Brasil        | Carnival City (Río de Janeiro) | Carnival Point (Exclusivo para PSP) |
| Europa (Este) | Red Gate                       | Red Gate (Exclusivo para PSP)       |

## Coches de Burnout Dominator
Clásicos
-Drift Classic (Maverick Grabber)
-Muscle Clasic 
-American Classic (Chevrolet Corvette Sting Ray)
-Euro Classic (un Mazda Miata MX-5 de los 60)
-Burnout Classic (Ford Grand Torino)
De Fábrica
-Factory Sports (¿?)
-Limited ST (este coche apareció en Burnout: Revenge)
-J Coupe (Ford Mustang GT)
-Muscle Factory (parecido a la última generación del Ford Ecosport)
-American Drifter (Ovbiamente un Chevrolet Camaro)
Tuneados
-Works M-Type (Burnout: Revenge bajo el nombre de Works M-type GT)
-Tuned Sports (Se parece mucho a un Dodge SXT)
-Custom Coupe Ultimate (Anteriormente un preciado coche en Burnout 3: Takedown)
-Tuned Muscle (Un Muscle Factory con nuevos vinilos)
-Tuned Drifter (American Drifter con nuevos vinilos)
Hot Rods
-Blue Lighting (similar al auto de juguete de Hot Wheels: "Tail Dragger")
-Street Dodger 
-Assasin (similar al auto de juguete de Hot Wheels: "Tail Dragger")
-Custom Hot-Rod (Curioso coche parecido a un Ford A o un B
-Street Rod (un Buick Grand National sin capó, como el auto de juguete de Hot Wheels)
SuperDeportivos
-Royal XS
-Works GT (También un coche de Burnout: Revenge Llamado Works R202 GT por su máxima velocidad de 202 Millas por hora)
-American Super (Posiblemente un Ford GT)
-Super Muscle
-Euro Super (Comparte un leve parecido a un Ferrari Enzo)
De Carreras Especiales
-Oval Racer (Como su nombre lo indica un Chevy Monte Carlo de NASCAR)...¿Jeff Gordon?
-World Circuit Racer (La verdad es un Longitech Racer de Burnout: Revenge)
-Euro Circuit Racer (Un Porsche 917 de los 70´)
-Euro Classic LM (Un ´Gigante Dorado´ Ferrari 330 P4 para las 24 Horas de Le Mans)
-US Circuit Racer (Un Nixon Special)

Dominadores
-Low Rider (Burnout: Revenge)
-Factory GT (También de Burnout: Revenge)
-Super Coupe
-Charger
-Super Prototype (Un Bugatti Veyron muy extraño, parecido a la última generación del Ford Fiesta Max)
-GT Racer (Un Bentley Speed 7, con inicio en Burnout: Revenge bajo el nombre de EA Racer GT)

## Análisis
Burnout Dominator tuvo una buena aceptación al igual que sus predecesores, GameProTv lo calificó con un 8 para la versión de PlayStation 2, además criticó la forma en la está desarrollado pues carece del Modo Online que la versión de PSP si contiene. UltimaGame.com calificó igual un 8 para las dos versiones.

## Banda sonora
La banda sonora incluye más de 32 canciones de diferentes artistas.
| - ¡Forward, Russia! - Nine - Alice in Chains - Would? - Army of Anyone - It Doesn't Seem to Matter - Army of Me - Going Through Changes - Avril Lavigne - Girlfriend (En: Inglés, Español, Japonés y Mandarin) - B'z - Friction - Brand New - The Archers Bows Have Broken - Bromheads Jacket - Fight Music for the Fight - Dead IDentities - Long Way Out - Earl Greyhound - S.O.S | - Filter - Hey Man, Nice Shot (Big Mac Mix) - Hot Hot Heat - Give Up? - Jane's Addiction - Stop! - Killswitch Engage - My Curse - LCD Soundsystem - Us V. Them - Lifetime - Haircuts and T-Shirts - Make Good Your Escape - Beautiful Ruin - Maxeen - Block Out The World - N.E.R.D - RockStar (Jason Nevins Remix) - Saosin - Collapse - Senses Fail - Calling All Cars - Shadows Fall - Burning the Lives | - Shiny Toy Guns - Le Disko - Skybombers - It Goes Off - Sugarcult - Dead Living - The Confession - Through These Eyes - The Fratellis - Chelsea Dagger - The Have - One Step Ahead - The Photo Atlas - Red Orange Yellow - The Styles - Glitter Hits (J.J. Puig Mix) - The Sword - Freya - Trivium - Anthem (We Are The Fire) - Wired All Wrong - Lost Angeles |